# 라스콘데스
라스콘데스(스페인어: Las Condes)는 칠레 산티아고 수도주 산티아고 현의 코무나이다.